# جينيفر هاتشيسون
جينيفر هاتشيسون (بالإنجليزية: Gennifer Hutchison)‏ هي كاتبة تلفزيونية وسينمائية أمريكية. اشتهرت بعملها في المسلسل التلفزيوني اختلال ضال. فازت بجائزتين من جوائز نقابة الكتاب الأمريكية عن عملها في المسلسل كجزء من فريق الكتابة في عامي 2012 و2013. وكانت أيضًا كاتبة ومنتجة تنفيذية في من الأفضل الاتصال بسول.

## وصلات خارجية
- جينيفر هاتشيسون في قاعدة بيانات الأفلام على الإنترنت